# 亞斯特羅維
亞斯特羅維（Jastrowie）是位於波蘭的城市。人口超過9,000人。屬大波蘭省。在瓜分波蘭中，亞斯特羅維被併入普魯士。在17世紀，城市得到了迅速的發展。
53°25′N 16°49′E / 53.417°N 16.817°E